# Spinale Muskelatrophie mit Atemnot Typ 1
Die Spinale Muskelatrophie mit Atemnot Typ 1 (SMARD1) ist eine sehr seltene angeborene Form einer Spinalen Muskelatrophie mit bereits frühzeitig bestehender Atemnot. Sie gehört zu den Motoneuron-Krankheiten, das Rückenmark ist betroffen. Die Krankheit führt zur fortschreitenden Atrophie der Körpermuskulatur.
Synonyme sind: Autosomal-rezessive distale spinale Muskelatrophie Typ 1; Distale HMN Typ 6; Neuropathie, distale hereditäre motorische, Typ 6; SIANRF; SMA mit Atemnot; SMARD1; Schwere infantile axonale Neuropathie mit Atemversagen; Spinale Muskelatrophie, diaphragmatische; dHMN6; englisch Distal spinal muscular atrophy type 1; dSMA1; spinal muscular atrophy with respiratory distress type 1; SMARD1
Die Erstbeschreibung stammt aus dem Jahre 1974 durch die US-amerikanischen Ärzte Robert B. Mellins und Mitarbeiter als Frühform eines Morbus Werdnig-Hoffmann.

## Verbreitung
Die Häufigkeit wird mit unter 1 zu 1.000.000 angegeben, bislang wurde über mehr als 60 Betroffene berichtet. Die Vererbung erfolgt autosomal-rezessiv.

## Ursache
Der Erkrankung liegen Mutationen im IGHMBP2-Gen auf Chromosom 11 Genort q13.3 zugrunde, welches für das Immunglobulin Mu-bindende Protein 2 kodiert. Betroffen sind besonders die Alpha-Motoneuronen im Hirnstamm und Rückenmark, die für Muskelbewegungen zuständig sind.

## Klinische Erscheinungen
Klinische Kriterien sind:
- Krankheitsbeginn bereits als Neugeborenes oder Kleinkind im Alter von 1 bis 6 Monaten
- Frühzeichen sind geräuschvolle, erschwerte Atmung, besonders Einatmung, schwaches Schreien, Trinkprobleme, wiederholte Luftwegsinfekte
- Respiratorische Insuffizienz wegen Zwerchfelllähmung mit Dyspnoe
- etwas später symmetrische, distal beinbetonte Muskelschwäche, besonders Fußgelenke
- fehlende Eigenreflexe der tiefen Sehnen, Verbiegungen der Wirbelsäule, Fußfehlstellungen und Gelenkkontrakturen

Hinzu können verminderte Schmerzempfindlichkeit, Hyperhidrose, fehlende Blasen- und Darmkontrolle sowie Arrythmie kommen.
Anamnestisch findet sich oft eine Intrauterine Wachstumsretardierung, geringes Geburtsgewicht.

## Differentialdiagnose
Abzugrenzen ist die Spinale Muskelatrophie mit Atemnot Typ 2 sowie andere Formen der Spinalen Muskelatrophie.

## Therapie
Eine ursächliche Behandlung ist nicht bekannt.